# Пратс, Карлос
Ка́рлос Пратс Гонса́лес (исп. Carlos Prats González, 24 февраля 1915 года, Талькауано, Чили — 30 сентября 1974 года, Буэнос-Айрес, Аргентина) — чилийский военный и политический деятель. Главнокомандующий Вооружёнными силами Республики Чили (1970—1973), убеждённый противник вмешательства армии в политическую жизнь страны. Близкий соратник Сальвадора Альенде, в правительстве которого занимал посты министра внутренних дел (1972—1973) и министра национальной обороны (1973), во время международного турне Альенде в 1972 году также исполнял обязанности Вице-президента страны.
Заняв пост Главнокомандующего ВС после убийства своего друга, генерала Рене Шнайдера, активно продолжил его линию на деполитизацию армии, за что подвергся многочисленным нападкам со стороны контролируемых ХДП СМИ. Неоднократно помогал правительству Народного единства, в том числе подавив направленный против него путч «Танкетасо». После большого количества организованных правой оппозицией клеветнческих статей и провокаций ушёл в отставку, рекомендовав Альенде назначить своим преемником Аугусто Пиночета, которого ошибочно считал сторонником своей линии.
После организованного Пиночетом военного переворота уехал в Аргентину, где обличал военную хунту и пытался установить контакты с оппозиционными диктатору силами. Убит агентами ДИНА в результате террористического акта.

## Биография
Родился в городе Талькауано 24 февраля 1915 года, будучи старшим (из четырёх братьев и сестёр) сыном в семье. Он поступил в армию в 1931 году, став лучшим среди курсантов своего выпуска.
В разное время получил степень магистра политических наук в области международных отношений Папского католического университета Чили, а также магистра военных наук в области стратегического планирования и управления. Имел звание доктора политических наук и социологии в области международных отношений Мадридского университета Комплутенсе.
В 1934 году поступил на службу младшим лейтенантом артиллерии в 3-й конно-артиллерийский полк «Генерал Веласкес», где к 1944 году дослужился до звания капитана, когда он женился на Софии Кутберт, которая родила ему 3 дочерей.
В 1947 году окончил офицерские курсы Генерального штаба, снова став лучшим в выпуске. Вскоре вернулся в Военную академию, на этот раз в качестве преподавателя (преподавал до 1954 года). В 1954 году в звании майора отправился в составе военной миссии в США, где служил до 1958 года. В 1958 году получил звание подполковника и вернулся в Чили в качестве преподавателя Военной академии. В 1961 году стал командиром артиллерийского полка Nº3 «Чоррильос», а в 1963 году — командиром артиллерийского полка Nº1 «Такна» («Tacna»). В то же 1963 году был произведён в звание полковника и отправлен в качестве военного атташе в Аргентину.
Вернулся в Чили в 1967 году, став командиром III-й армейской дивизии. В 1968 году был повышен до звания бригадного генерала и должности начальника Генерального штаба армии.
21 октября 1969 года бригадный генерал Роберто Виа возглавил военный мятеж в артиллерийском полку Такна в Сантьяго. Это стоило поста тогдашнему главнокомандующему армией генералу Серхио Кастильо Арангуису. 27 октября новым главнокомандующим президентом Эдуардо Фреем был назначен друг и соратник К. Пратса генерал Рене Шнайдер, а сам К. Пратс произведён в звание дивизионного генерала.
Был назначен главнокомандующим Чилийской армии 27 октября 1970 года президентом Эдуардо Фреем, вместо умершего в результате покушения 25 октября генерала Р. Шнайдера (это событие стало для К. Пратса тяжёлым ударом в силу личных и тесных армейских отношений). Репутация Пратса, как уважаемого в армейских кругах генерала, практически гарантировала невмешательство армии в процесс избрания Сальвадора Альенде, социалиста, на должность президента страны. В том же 1970 году он получил высшее в чилийской армии звание генерала армии.

## Роль Пратса в годы правления Альенде

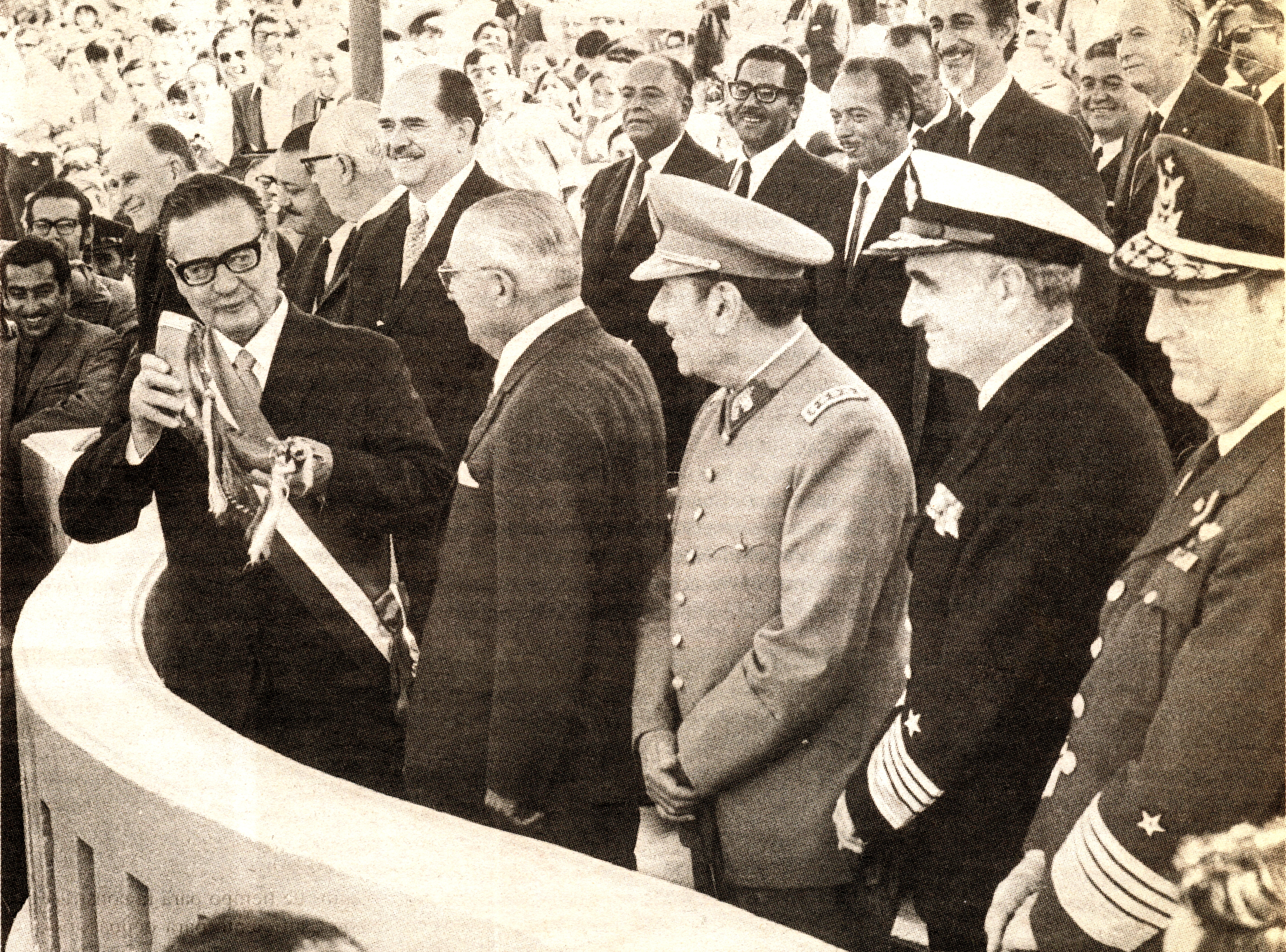
К. Пратс с другими военачальниками и президентом С. Альенде во время военного парада.

Был инициатором изменения соответствующей статьи конституции Чили, установившей, что вооруженные силы являются «профессиональными, дисциплинированными, иерархизированными, законопослушными и не допускающими разногласий» (закон № 17.398 от 9.01.1971), а также законов о контроле над оружием и взрывчатыми веществами и предоставляющим право голоса унтер-офицерам вооружённых сил.
Генерал К. Пратс стал главой «конституционалистов», состоящих из военных, поддерживающих «доктрину Шнайдера». Он заставил С. Альенде воздержаться от увольнения военнослужащих, не приветствовших новое правительство страны. Он также добился выполнения профессиональных соглашений, подписанных Э. Фреем, таких как увеличение армейского довольствия. В то же время он был самым влиятельным сторонником президента Альенде в армии, входя несколько раз в состав кабинета его министров.
С. Альенде назначил его вице-президентом и министром внутренних дел 2 ноября 1972 года (Конституция Чили не предусматривает постоянную должность вице-президента; однако, как правило, действующий министр внутренних дел, как важный министр в кабинете, временно становится «вице-президентом» только на период зарубежных поездок президента). К. Пратс и назначенные с ним министрами ещё 2 высших военных оставались в кабинете до марта 1973 года, чтобы гарантировать проведение парламентских выборов в порядке, установленном Конституцией. 27 марта произошла смена кабинета министров, и министры-военные вернулись к своим профессиональным обязанностям.

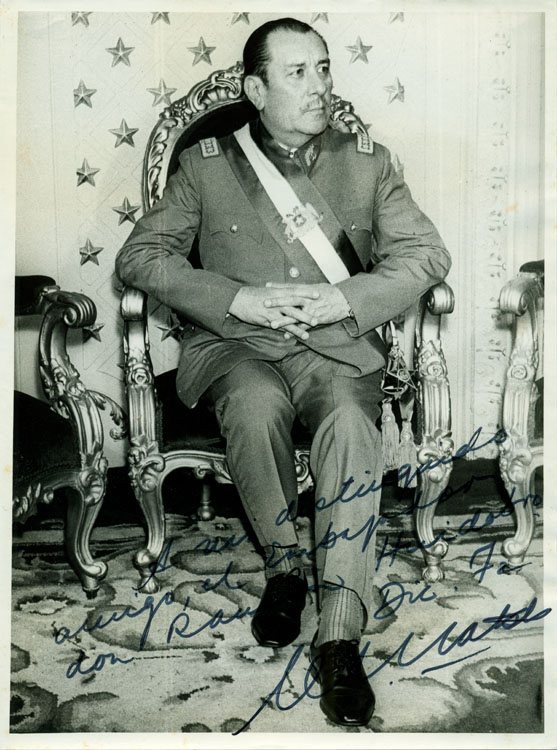
Карлос Пратс, вице-президент Чили, 1972 г.

Верность Пратса доктрине Шнайдера, как полагается, ослабевала со времени его прихода в кабинет министров при правительстве Альенде.

### Инцидент с Алехандриной Кокс
Инцидент с Алехандриной Кокс, случился 27 июня 1973 года, когда путь автомобилю Пратса пытались перекрыть несколько машин, пассажиры которых начали издеваться над ним и делать непристойные жесты. Генерал открыл боковое окно и, направив револьвер на одну из машин, приказал водителю остановиться, но водитель не повиновался, после чего генерал открыл огонь по колёсам. За рулём автомобиля оказалась чилийская аристократка Алехандрина Кокс, вместе с группой провокаторов провоцировавшая его. Вокруг начала собираться агрессивно настроенная толпа, которая оскорбляла генерала, обвиняя его в попытке убить женщину. Так как его автомобиль был заблокирован, а его шины быстро спустили, он с трудом сумел уехать на такси.
Вечером того же дня он подал президенту прошение об отставке, не принятое Сальвадором Альенде.
Новость об инциденте была опубликована на первых полосах всех газет, а оппозиция обвинила генерала в трусости и утверждала, что человек, стреляющий в безоружную женщину, умственно неспособен командовать армией. Правительственная пресса защищала его, заявляя, что его спровоцировали и что это могло быть покушением на его жизнь.
В результате Пратс получил серьёзный удар по своему авторитету в офицерском корпусе армии, члены которого, независимо от своих политических убеждений, считали потерю контроля над собой проявлением непрофессионализма, способную привести в сложных ситуациях к фатальным последствиям.
Пратс и Кокс публично извинились друг перед другом, но его общественная позиция была серьезно подорвана. Генерал в определённой степени вернул своё реноме благодаря своей храброй позиции во время мятежа «танкетасо».

### Танкетасо
29 июня 1973 года генерал К. Пратс был ключевой фигурой в подавлении попытки переворота, известного как Танкетасо (Tanquetazo). Этот путч был плохо организован, но военные и ряд общественных деятелей были обеспокоены относительной легкой возможности достижения ворот президентского дворца. Танки мятежников под командованием подполковника Роберто Супера окружили президентский дворец Ла-Монеда (президента Альенде в тот момент не было во дворце). Было также взято на прицел здание министерства обороны. Поддержку мятежу активно выразила праворадикальная «Родина и свобода» во главе с Пабло Родригесом. Мятежники начали стрельбу и захватили часть дворца и министерства.
К. Пратс быстро организовал выдвижение лояльных правительству войск, блокирование мятежников, а также лично разоружал мятежных танкистов. Своей заслугой он посчитал практически полное избежание жертв (погибло всего 5 гражданских лиц и ни одного военного).
Путч «танкетасо» не удался и был подавлен, но эта попытка продемонстрировала с тактической точки зрения лёгкость осуществления государственного переворота и возможность его подавления исключительно лояльными правительству воинскими частями.

### Отставка
9 августа 1973 года президент назначил главнокомандующего вооружёнными силами страны К. Пратса министром обороны. Это вызвало резкую реакцию правой оппозиции и радикалов.
21 августа 1973 года жёны генералов и офицеров и другие гражданские лица устроили митинг у его дома, обвиняя в неспособности в восстановлении гражданского мира в Чили и протестуя против его назначения в правительство. В результате К. Пратс попросил верхушку армии публично подтвердить свою лояльность к нему, на что большинство отказалось. Это убедило его, что он утратил поддержку среди своих товарищей-офицеров. К тому же сотрудники министерства обороны внесли предложение подготовить документ, выражающий недоверие генералу.
23 августа он подал в отставку со всех постов. В своем заявлении об отставке он заявил:

Осознав в последние дни, что тем, кто очернял меня, удалось нарушить лояльность части армейских офицеров, я счел долгом честного солдата ни стать фактором нарушения институциональной дисциплины и верховенства закона, ни стать предлогом действий для тех, кто стремится к свержению институционального правительства.
Карлос Пратс

Только ещё 2 генерала, Марио Сепульведа и Гильермо Пикеринг, (оба занимали ключевые командные посты), в целях конституционного урегулирования политического кризиса также подали в отставку в поддержку Пратса. 
Пратс рекомендовал Альенде назначить своим преемником А. Пиночета, поскольку тот имел долгую службу в качестве профессионального солдата и слыл аполитичным. Генерал Пиночет вступил в должность 23 августа.
Отставка К. Пратса стала последним преодолённым препятствием для планируемого военного переворота, осуществлённого 3 недели спустя, 11 сентября.
После этого переворота, 15 сентября 1973, К. Пратс, предупреждённый, что его ищут неконтролируемые группы правых радикалов, отправился в добровольное изгнание со своей женой в Аргентину.

## Убийство

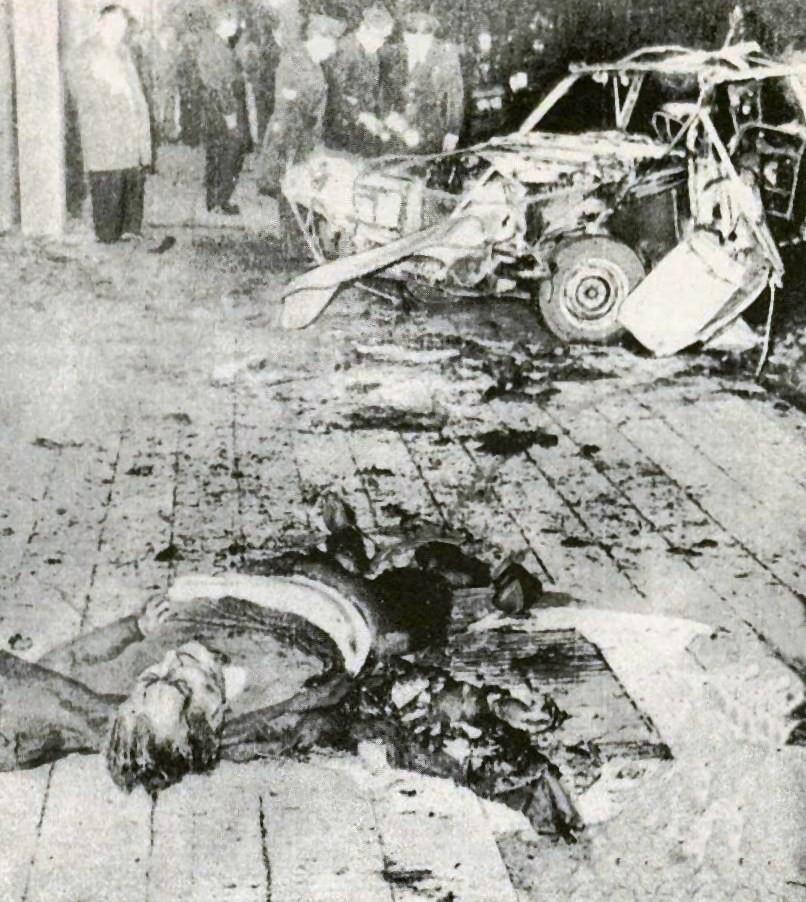
Последствия покушения на Пратса 30 сентября 1974 г., на переднем плане — тело убитого генерала

Приехав в Аргентину в качестве гостя аргентинской армии и президента Хуана Перона, получил работу менеджера по связям с общественностью компании Cincotta. Выступал как публично, так и в частных беседах, с критикой чилийской хунты и лично А. Пиночета, для которых он являлся фактором непредсказуемых политических последствий. За ним велась непрерывная слежка чилийской разведки.
30 сентября 1974 года в Буэнос-Айресе К. Пратс и его супруга София были убиты в результате радиоуправляемого подрыва заминированного автомобиля. Фрагменты взорванного автомобиля и тел достигли радиуса 50 метров и балконов на девятом этаже здания на противоположной стороне улицы. Позже стало известно, что убийство было спланировано сотрудниками чилийского Управления национальной разведки при участии представителей аргентинских спецслужб. Непосредственно осуществлено оно было американским экспатриантом и чилийским гражданином Майклом Таунли и его женой-писательницей Марианой Кальехас. Таунли совершил также убийство видного чилийского политика и оппозиционера Орландо Летельера в Вашингтоне в 1976 году (много лет проживает в США в соответствии с Федеральной программой защиты свидетелей).
Похоронен на Общем кладбище Сантьяго.

## Литературная деятельность
Написал различные работы по вопросам военной стратегии, компьютерного моделирования и систем управления, которые были опубликованы в национальных и зарубежных специализированных журналах.
Вместе с тем, на протяжении всей жизни Карлос писал очерки и рассказы. В 1957 году он получил почётное упоминание на конкурсе Мемориала чилийской армии имени Бенджамина Викунья и славы Чили (42 текста, которые были переизданы в 1973 году). В 1969 году он занял второе место на конкурсе газеты El Sur de Concepción с рассказом «Суд чести».
В Буэнос-Айресе он посвящал свободное время своим мемуарам, последние страницы которых были написаны перед его убийством. «Воспоминания. Показания солдата» (Memorias. Testimonio de un soldado) были опубликованы в марте 1985 года.

### Последствия и расследования убийства
Бывшие чины Управления национальной разведки, включая главу Мануэля Контрераса, экс-главу оперативного отдела Рауля Итурриагу, его брата Рохера Итурриагу, бывшие бригадные генералы Педро Эспиноса и Хосе Сара, бывшие полковники Кристоф Вильеке и Хуан Моралес, а также ряд других бывших служащих DINA были обвинены в убийстве Пратса. В июле 2010 года Верховный суд Чили приговорил Мануэля Контрераса (заявившего в интервью, что это «ЦРУ приказало убить генерала Пратса») и Педро Эспиносу к 20 годам тюремного заключения; Рауля Иттуриагу, Хосе Сару, Кристофа Вильеке и Хуана Моралеса – к 15 годам; несколько человек получили условные сроки.
Как было установлено в ходе расследования, проведенного сначала в Аргентине судьёй Сервини, а затем в Чили судьёй Солисом, убийство генерала Пратса было заказано А. Пиночетом, который, однако, избежал того, чтобы стать одним из осужденных.
Последовало публичное заявление армии, что «Чилийская армия осуждает трусливый поступок, совершенный военными в рамках этого преступного акта [убийства генерала Пратса и его жены] [...] ссовершённого с крайней жестокостью, и трагическим нарушением принципов, составляющих моральное наследие армии».